# Río Kovzha
El río Kovzha (del ruso: Ко́вжа) es un corto río del óblast de Vólogda, en Rusia, que desemboca en el lago Béloye, y a través de su emisario, el río Sheksná, acaba vertiendo sus aguas en el río Volga.
Tiene una longitud de 86 km y una cuenca de 5000 km². El Kovzha nace en el lago Kóvzhskoye y sólo fluye diez kilómetros por su cauce natural, en el que forma rápidos. Unos 4 km antes de llegar a Annenski Most, se une al canal Volga-Báltico, que pasa entre la localidad de Aleksándrovskoye y el lago Béloye por el lecho articialmente profundo del río.
Sus principales afluentes son el Uzhla (izquierda), el Matkruchei, el Tumba (derecha), el Yarboziorki (izquierda), el Kopsarka, el Udazhka y el Lévaya Kitla(todos afluentes por la derecha).